# سياسة تويوتا

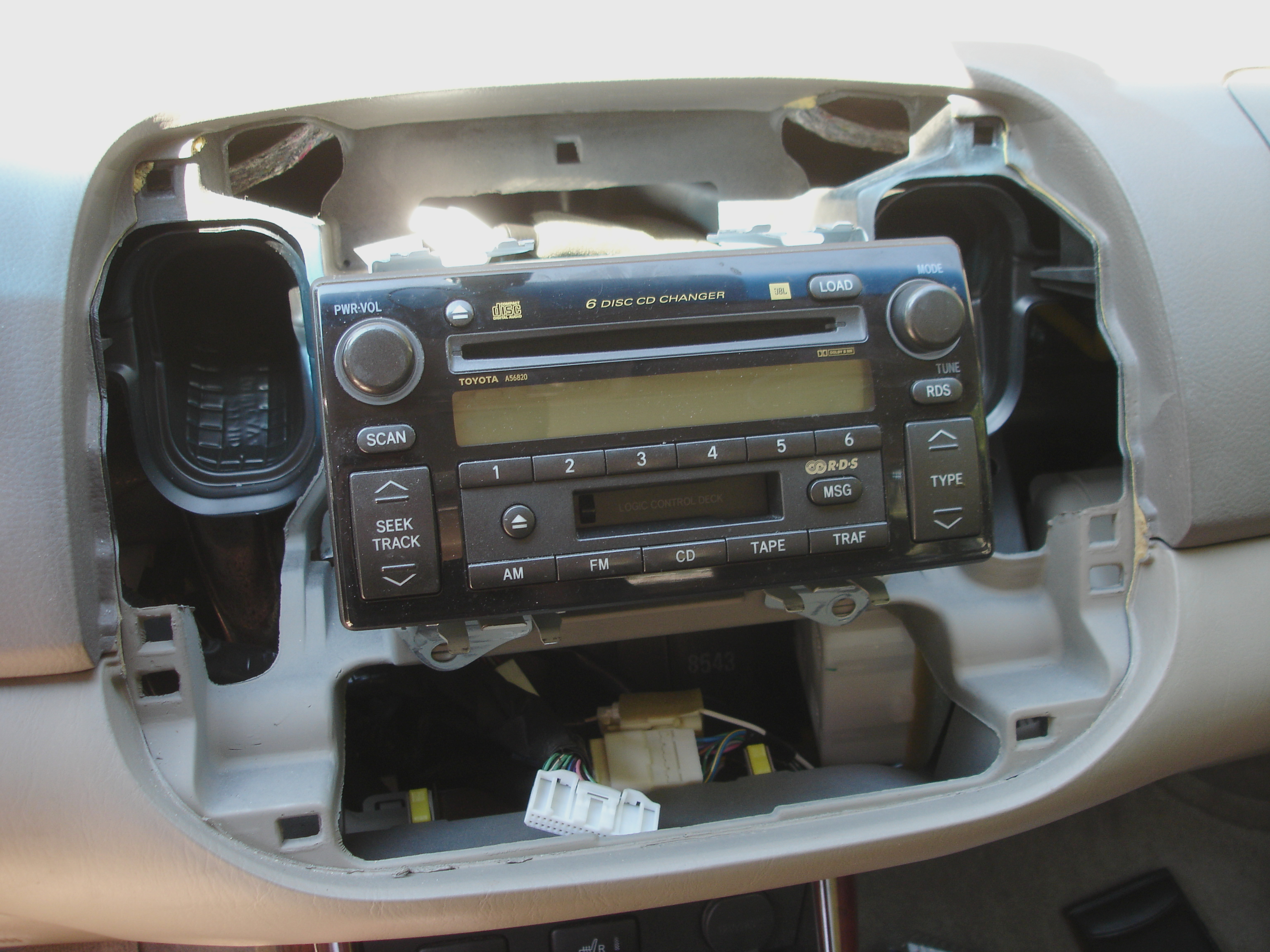

سياسة تويوتا هي فلفسة إدارية تستخدمها شركة تويوتا وتتضمن نظام إنتاج تويوتا.
تكمن الأفكار الأساسية في تأسيس القرارات على حس فلسفي للتفكير بنظرة مبعدية، لحل المشاكل بعملية، للارتقاء بالمؤسسة بتطوير أناسها، لإدراك أن استمرار حل المشاكل من جذورها يدفع المنظمة للتعلم.
منذ الثمانينات وسيارات تويوتا ولكزس تشتهر بجودتها واحتلالها لمراكز عالية جداً في استفتائات رضاء العملاء بسبب فلسفتها التي تعتبر أساس نظام إنتاج الشركة.

## 14 مبدأ
يُطلق على سياسة تويوتا «نظام صُمم لتوفير الأدوات للناس لتطوير أعمالهم باستمرار». ينقسم الأربعة عشر مبدأً إلى أربعة أقسام:
1. فلسفة بعيدة المدى.
2. العملية السليمة تولد نتائج سليمة.
3. الارتقاء بالمنظمة بتأهيل وتطوير أُناسها.
4. استمرار حل المشاكل من جذورها يدفع المنظمة للتعلم.

### القسم الأول: فلسفة بعيدة المدى

#### المبدأ الأول
- تأسيس قرارات الإدارة على فلسفة طويلة المدى حتى لو كان على حساب أهداف قصيرة المدى.

الناس بحاجة لدافع للتطوير وتحقيق الأهداف.

### القسم الثاني: العملية السليمة تولد نتائج سليمة

#### المبدأ الثاني
- العمل على استمرار تدفق العمليات للصعود بالمشاكل للسطح.

يتم إعادة تصميم عمليات الشغل لإزالة المخلفات خلال عمليات الدعم المتواصل. الثمانية أنواع من المخلفات هم:
1. الإنتاج الزائد.
2. الانتظار.
3. النقل دون حاجة.
4. زيادة العمليات أو العمليات الخاطئة.
5. زيادة التخزين.
6. الحركة دون حاجة.
7. الإخفاق.
8. إبداع الموظفين غير المستخدم.

#### المبدأ الثالث
- استخدام نظام السحب لتفادي زيادة الإنتاج عن المطلوب.

طريقة تستعمل عندما تشير عملية لسابقتها بحاجتها لمواد. يُنتج نظام السحب المواد المطلوبة فقط عندما تشير العملية اللاحقة بحاجتها للمواد. هذه العملية ضرورية لتقليل الإنتاج الزائد.

#### المبدأ الرابع
- تقييم ضغط العمل.

للمساعدة في الوصول لأهداف تقليل المخلفات، عدم إرهاق الناس أو المعدات ولعدم خلق مستويات إنتاج غير متكافئة.

#### المبدأ الخامس
- بناء مناخ من التوقف لحل المشاكل وذلك للحصول على أفضل النتائج عند الاستمرار.

الأولوية للجودة (جيدوكا)، أي موظف في نظام إنتاج تويوتا لدية السلطة لإيقاف العملية للإبلاغ عن مشكلة جودة.

#### المبدأ السادس
- الأعمال القياسية هي نبع دعم وتطوير العامل.

#### المبدأ السابع
- استعمال التحكم المرئي، مما يؤدي لاختفاء المشاكل المخفية.

خطوات لجعل أماكن العمل ملائمة ومنتجة، مساعدة الناس لمشاركة مواقع أعمالهم، لتقليل الوقت المطلوب في انتظار الأدوات ولدعم بيئة العمل.

#### المبدأ الثامن
- استخدم التقنية المختبرة بدقة والموثوق بها فقط والتي تخدم أُناسك وأعمالك.

التقنية تُسحب بالصناعة ولا تُدفع إلى الصناعة.

### القسم الثالث: الارتقاء بالمنظمة بتأهيل وتطوير أُناسها

#### المبدأ التاسع
- إعداد القادة الذين يفهمون العمل كلياً وعاشوا الفلسفة وعلّموها للغير.

ستختفي المبادئ بدون الملاحظة الثابتة. يجب تعليم الموظفين وتدريبهم للحصول على منظمة تعليمية.

#### المبدأ العاشر
- تطوير المميزين والفرق الذين اتبعوا سياسة الشركة بدقة.

يجب أن تتكون الفرق من 4-5 أشخاص وعدة مدرجات إدارية. النجاح مبني على الفريق وليس على الأفراد.

#### المبدأ الحادي عشر
- احترم شبكتك من الممولين والشركاء بتحديهم ومساعدتهم على التطور.

### القسم الرابع: استمرار حل المشاكل من جذورها يدفع المنظمة للتعلم

#### المبدأ الثاني عشر
- اذهب وانظر لنفسك حتى تفهم الموقف كلياً (جينشي جينبوتسو).

يتطلب من مديرو تويوتا المراقبة بأنفسهم، وبدون فهم العمليات تماماً لن يستطيعوا معرفة كيفية تطويرها. يعتمد مديرو تويوتا على المبادئ الإدارية العشرة لتاداشي ياماشيما (مدير مركز تويوتا التقني) كدليل لهم:
1. ضع هدفك النهائي دوماً ببالك.
2. ضع مهمات واضحة دوماً لك وللغير.
3. تحدث وفكر دوماً على أساس المعلومات والبيانات المثبتة والموثوقة.
4. خذ فرصتك الكاملة في الاستفادة من خبرات الآخرين في إرسال ومناقشة المعلومات.
5. شارك معلوماتك مع الآخرين بطريقة متحضرة.
6. قم بالتبليغ وإعداد التقارير بشكل دوري.
7. قم بتحليل وتفهم نقاط ضعفك في حدود إمكانياتك بشكل قياسي.
8. كافح بدون رأفة لتوصيل نشاطات كايزن.
9. فكر دائماً بغير المتوقع أو ما دون القواعد.
10. كن واعياً لسلامتك ولصحتك.

#### المبدأ الثالث عشر
- اتخاذ القرارات بتأن وبإجماع الآراء، وعند الأخذ بالاعتبار كل الخيارات اتخذ قرارك سريعاً.

وحدات اتخاذ القرارات هي:
1. ابحث وانظر إلى ما يحدث حقيقةً.
2. أظهر السبب المخفي.
3. ضع باعتبارك مجموعة كبيرة من البدائل.
4. ابني قراراتك على إجماع الآراء.
5. استخدم أدوات اتصال ذات كفائة.

#### المبدأ الرابع عشر
1. رد الفعل القاسي والتطور المستمر يجعلك منظمة تعليمية.

عملية أن تصبح منظمة تعليمية تتضمن النقد من جميع النواحي. التقنية العمة المستخدمة لحل المشاكل للبحث عن جذور المشكلة تتضمن:
1. الإدراك المبدءي للمشكلة.
2. وضح المشكلة.
3. حدد مكان/نقطة السبب.
4. استعلم عن السبب الرئيسي.
5. قم بالإحصائيات.
6. قم بالمفاضلة.
7. وحد المعايير.